# Erytrea na Mistrzostwach Świata w Lekkoatletyce 2011
Erytrea na Mistrzostwach Świata w Lekkoatletyce 2011 była reprezentowana przez 9 zawodników.

## Wyniki reprezentantów Erytrei

### Mężczyźni

#### Konkurencje biegowe
| Konkurencja | Zawodnik            | Eliminacje | Eliminacje | Finał        | Finał   |
| Konkurencja | Zawodnik            | Rezultat   | Pozycja    | Rezultat     | Pozycja |
| ----------- | ------------------- | ---------- | ---------- | ------------ | ------- |
| 5000 m      | Amanuel Mesel       | 13:39.97   | 14. q      | 13:33.99     | 11.     |
| 5000 m      | Goitom Kifle        | 14:06.42   | 31.        |              |         |
| 10 000 m    | Zersenay Tadese     |            |            | 27:22.57     | 4.      |
| 10 000 m    | Teklemariam Medhin  |            |            | DNS          | DNS     |
| Maraton     | Beraki Beyene Zerea |            |            | 2:16:03 (SB) | 17.     |
| Maraton     | Samuel Goitom       |            |            | 2:25:42 (SB) | 43.     |
| Maraton     | Yared Asmerom       |            |            | DNF          | DNF     |
| Maraton     | Yonas Kifle         |            |            | DNF          | DNF     |
| Maraton     | Michael Tesfay      |            |            | DNF          | DNF     |